# ألا دي سردي
ألا دي سردي، (بالإنجليزية: Alà dei Sardi)، (سردينيا: Alà)، هي بلدية في مقاطعة ساساري، في منطقة سردينيا الإيطالية، وتقع على بعد حوالي 160 كيلومترًا (99 ميلًا) شمال كالياري، وحوالي 35 كم (22 ميلًا) جنوب غرب أولبيا.

## السكان
في سنة 1861 بلغ عدد السكان 1٬136 نسمة، وتطور العدد ليصل في سنة 2011 لـ 1٬947 نسمة.
يظهر هذا المخطط البياني تطور النمو السكاني لـ ألا دي سردي